# Temporada 1847-1848 del Liceu
La consideració de temporada 1847-1848 no coincideix amb la que fa servir el llibre de representacions d'òperes representades al Liceu entre 1847 i 1936. Segons aquest llibre, les obres aquí indicades corresponen en part a la temporada 1847-1848 (aquelles amb data fins al 5 de febrer) i en part a la temporada 1848-1849 (aquelles a partir del 23 d'abril).
| Temporada 1847-1848 del Liceu |                    |                  |                   | |           |                |
| Òpera                         | Compositor         | Director musical | Director d'escena | Papers principals | Producció | Dates          |
| Leonora                       | Saverio Mercadante | Marià Obiols     |                   | Giovanna Rossi-Caccia, Adelaida Aleu-Caballé, Andrea Castellan, Gaetano Ferri, Fanny Salvini-Donatelli, Manuel Testagorda, Salas.                                               |           | 14 d'agost     |
| Ernani                        | Giuseppe Verdi     | Marià Obiols     |                   | Fanny Salvini-Donatelli, Adelaida Aleu-Caballé, Andrea Castellan, Gaetano Ferri, Agostino Rovere, Lucien Bouché, Ferran Rauret                                                  |           | 24 de setembre |
| Norma                         | Vincenzo Bellini   | Marià Obiols     |                   | Giovanna Rossi-Caccia, Giovanni Battista Verger, Lucien Bouché, Carlotta Maironi, Adelaida Aleu-Caballé, Ferran Rauret                                                          |           | 16 d'octubre   |
| Linda di Chamounix            | Gaetano Donizetti  | Marià Obiols     |                   | Fanny Salvini-Donatelli, Giovanna Rossi-Caccia, Adelaida Aleu-Caballé, Andrea Castellan, Gaetano Ferri, Agostino Rovere, Lucien Bouché, Ferran Rauret                           |           | 11 de novembre |
| El barber de Sevilla          | Gioachino Rossini  | Marià Obiols     |                   | Andrea Castellan/Giovanni Battista Verger, Agostino Rovere, Giovanna Rossi-Caccia, Gaetano Ferri, Lucien Bouché/Sr. Saint-Denis, Ferran Rauret, Adelaida Aleu-Caballé, Joan Pla |           | 18 de desembre |
| Don Pasquale                  | Gaetano Donizetti  | Marià Obiols     |                   | Agostino Rovere, Gaetano Ferri, Andrea Castellan, Giovanna Rossi-Caccia |           | 19 de gener    |
| L'elisir d'amore              | Gaetano Donizetti  | Marià Obiols     |                   | Amalia Brambilla-Verger, Giovanni Battista Verger, Gaetano Ferri, Agostino Rovere, Adelaida Aleu-Caballé                                                                        |           | 5 de febrer    |
| Zampa                         | Ferdinand Hérold   | Marià Obiols     |                   | Fanny Salvini-Donatelli, Antonieta Aguiló Donatutti, Gaetano Ferri, Luigi Silingardi, Emmanuele Testa, Ferran Rauret                                                            |           | 23 d'abril     |
| Gemma di Vergy                | Gaetano Donizetti  | Marià Obiols     |                   | Gaetano Ferri, Giovanna Rossi-Caccia, Antonieta Aguiló Donatutti, Antonio Palma, Joan Pla, Luigi Silingardi                                                                     |           | 6 de maig      |
| I Puritani                    | Vincenzo Bellini   | Marià Obiols     |                   | Luigi Silingardi. Giovanna Rossi-Caccia, Antonieta Aguiló Donatutti, Alberto Bozzetti, Gaetano Ferri, Luigi Silingardi, Ferran Rauret, Antoni Vives                             |           | 17 de maig     |
| I lombardi                    | Giuseppe Verdi     | Marià Obiols     |                   | Emmanuele Testa, Giovanni Mitrovich, Antonieta Aguiló Donatutti, Alberto Bozzetti, Fanny Salvini-Donatelli, Adelaida Aleu-Caballé, Ferran Rauret, Antoni Vives, Joan Pla        |           | 27 de maig     |
| Otello                        | Gioachino Rossini  | Marià Obiols     |                   | Antonio Palma, Giovanna Rossi-Caccia, Giovanni Mitrovich, Emmanuele Testa, Gaetano Ferri, Antonieta Aguiló Donatutti, Ferran Rauret, Joan Pla                                   |           | 10 de juny     |
| Macbeth                       | Giuseppe Verdi     | Marià Obiols     |                   | Luigi Silingardi, Fanny Salvini-Donatelli, Adelaida Aleu-Caballé, Gaetano Ferri, Alberto Bozzetti, Ferran Rauret, Antoni Vives, Joan Pla                                        |           | 1 de juliol    |
| Marino Faliero                | Gaetano Donizetti  | Marià Obiols     |                   | Giovanni Mitrovich, Gaetano Ferri, Giovanna Rossi-Caccia, Adelaida Aleu-Caballé, Gaetano Ferri, Alberto Bozzetti, Ferran Rauret, Antoni Vives, Joan Pla                         |           | 12 de juliol   |
| La sonnambula                 | Vincenzo Bellini   | Marià Obiols     |                   | Giovanna Rossi-Caccia, Antonia Aguiló Donatutti, Adelaida Aleu-Caballé, Alberto Bozzetti, Giovanni Mitrovich, Antoni Vives                                                      |           | 5 d'agost      |
| Gli Orazi e i Curiazi         | Saverio Mercadante | Marià Obiols     |                   | Luigi Silingardi, Fanny Salvini-Donatelli, Adelaida Aleu-Caballé, Giacomo Roppa, Giovanni Mitrovich, Ferran Rauret                                                              |           | 24 d'agost     |